# Marcel Gamma
Marcel Gamma (* 1962 in Zürich) ist ein Schweizer Comic-Szenarist und freier Autor. Er lebt und arbeitet in Zürich im Atelier des Comic-Magazins Strapazin.

## Werk
Gamma schloss in Zürich das Wirtschaftsgymnasium ab und arbeitete länger als Journalist. 2004 begann er mit dem Zeichner Christophe Badoux die Comic-Serie „Stan the Hooligan“ zu publizieren. Erst im Fanzine „Igang3“ der Südkurve des FC Zürich, dann online und schliesslich erschien 2014 der erste Band “Stan the Hooligan - Bier, Pyro und Daleo” beim Comic-Verlag Edition Moderne.
Der Comic rund um einen kleinen Fussball-Ultra sei „frech, sinnig und eigenwillig humorvoll“, so der Tages-Anzeiger. Die NZZ am Sonntag schrieb "weil das Ganze von der Wirklichkeit nur abgeschaut und in lustige Comics übersetzt ist, unterhält man sich bestens mit Stan”. und der Berner Bund meint: „Stan ist Kult.“
Seit 2013 publiziert Gamma - ebenfalls gemeinsam mit Badoux - den Online-Comic #total digital, der den digitalen Wahn persifliert. Seit 2015 erscheint aus der Feder von Badoux/Gamma zudem zweiwöchentlich eine Comic-Serie rund um den Hund “Kooki” von Heliane Canepa und Ancillo Canepa aus dem Umfeld des FC Zürich.

## Comics
- Stan the Hooligan - Bier, Pyro und Daleo (mit Ch. Badoux), Edition Moderne, Zürich 2014, ISBN 978-3-03731-129-5
- Stan the Hooligan Webcomic
- #total digital Sammlung

## Weitere Werke
1992 schrieb Gamma Songtexte für "Countrymusig Stubete", ein Projekt von Alain Croubalian mit Ficht Tanner und Töbi Tobler (Appenzeller Space Schöttl), 1994 zehn Kurzgeschichten mit Illustrationen von Pierre-Alain Bertola für das Musiktheater "Le Cowboy Fantôme" (im Rahmen der CIRQUES ÉLECTRIQUES in Genf).
2006 begründete er den satirischen Blog “Siegfried Mielke: Der Fussball-Extremexperte” für Bluewin.ch und 2015 gab er bekannt, von 2002 bis 2009 Autor des Blogs "Zgraggen Schagg - Urner, Bergbauer, Schnügel" gewesen zu sein. Der fiktive Bauer zählte laut Technorati-Rankings zu den Top-100-Bloggern der Schweiz und wurde auch von Medien wie der “Weltwoche” beachtet.
Essays und Reportagen von Gamma erschienen aktuell u. a. in «Stadionwurst, Der Fussballschweiz auf die Pelle gerückt» (2011) (u. a. mit Autoren wie Michèle Roten und von der Süddeutschen Zeitung), das z. B. von Pedro Lenz positiv besprochen wurde. Hinzu kommen Texte u. a. in “FCZ - eine Stadt, ein Verein, eine Geschichte” (2012, ISBN 978-3-03823-643-6, NZZ Libro) und in “Meister! Burgermeister!” (2012).
2014 verfasste Gamma vier Songtexte für die Schweizer Folkband Dead Brothers.